# 利亞姆·史密斯
利亞姆·史密斯（英語：Liam Smith；1996年4月10日—）是蘇格蘭的一位足球運動員，在場上的位置是後衛，他現在效力蘇超球會邓迪联。

## 球會生涯

### 哈茨
史密斯在10歲時便在流浪者學習踢球，但14歲時被球隊放棄，於是他轉投哈茨。2014年7月，他與球會簽下份為期2年的職業合約，18歲時便首次代表球隊上場。2014年8月20日蘇格蘭挑戰盃第二輪作客利文斯顿的比賽，他先發上場，結果球隊最終以4-1落敗。他獲得多一次上場機會後，便外借到蘇乙球會東法夫至2015年1月。2014年8月30日，他首次在聯賽上場參加以3-1擊敗東史特郡的比賽，9月20日對女王公园的比賽取得個人生涯首顆進球，使球隊以2-2打平取得1分.。他的租借合約後來延長至季末，整個外借期間代表球隊上場23次並打進1球。
2015年10月18日，史密斯回到哈茨後首次在蘇格蘭足球超級聯賽上場，他在換入上場參加對邓迪联的比賽並以1-0取勝。
2016年9月24日，史密斯被外借到拉夫流浪一個月。在10月29日，他被母會召回。
2017年8月4日，他被外借到蘇格蘭足球冠軍聯賽球會聖美倫並度過一個成功的賽季，他在各項賽事上場34次並打進2球，助球隊贏得蘇冠冠軍，同時亦入選PFA蘇格蘭蘇冠年度最佳陣容。

### 艾爾聯
2018年8月，他與艾爾聯簽約一年加盟。

### 邓迪联
2019年4月16日，史密斯與邓迪联預先簽約兩年，同意在夏天正式加盟。

## 榮譽

### 聖美倫
- 蘇格蘭足球冠軍聯賽：2017-18

### 邓迪
- 蘇格蘭足球冠軍聯賽：2019-20